# Nesomys lambertoni
Il ratto di Lamberton (Nesomys lambertoni Grandidier, 1928) è un roditore della famiglia dei Nesomiidi endemico del Madagascar.

## Descrizione

### Dimensioni
Roditore di grandi dimensioni, con la lunghezza della testa e del corpo tra 189 e 227 mm, la lunghezza della coda tra 160 e 191 mm, la lunghezza del piede tra 45 e 51 mm e un peso fino a 243 g.

### Aspetto
Le parti dorsali sono bruno-rossastre scure, mentre le parti inferiori sono più chiare con degli evidenti riflessi arancioni. La coda è lunga circa quanto la testa ed il corpo, è densamente cosparsa di peli e termina con un ciuffo evidente.

## Biologia

### Comportamento
È una specie terricola dove si arrampica su piccole formazioni calcaree.

### Alimentazione
Si nutre di semi.

## Distribuzione e habitat
Questa specie è endemica del Madagascar occidentale, da Maintirano a nord fino al fiume Mananbolo a sud. Esemplari sono stati catturati nella Riserva naturale integrale Tsingy di Bemaraha a sud di Antsalova.
Vive nelle foreste decidue in regioni carsiche.

## Conservazione
La IUCN Red List, considerato che l'areale è ristretto ad un tipo di ambiente localizzato, la foresta di Tsingy, la quale è frammentata e soggetta ad un declino nell'estensione e nella qualità, classifica N.lambertoni come specie in pericolo (EN).